# سفارة الجمهورية العربية الصحراوية الديمقراطية في المكسيك
سفارة الجمهورية العربية الصحراوية الديمقراطية في المكسيك هي البعثة الدبلوماسية للجمهورية العربية الصحراوية الديمقراطية بالمكسيك.